# District de Battagram
Le district de Battagram ou Batagram (en ourdou : ضلع بٹگرام) est une subdivision administrative de la province Khyber Pakhtunkhwa au Pakistan. Constitué autour de sa capitale Battagram, le district est entouré par le district de Kohistan au nord, le district de Mansehra à l'est et au sud et enfin le district de Shangla à l'ouest.
Créé en 1993, le district est peuplé de plus d'un demi-million de personnes en 2023 et la population d'ethnie pachtoune parle majoritairement le pachto. C'est une région montagneuse proche de la région du Cachemire, et la population est quasi-exclusivement rurale et assez pauvre, vivant surtout de l'agriculture. 

## Histoire

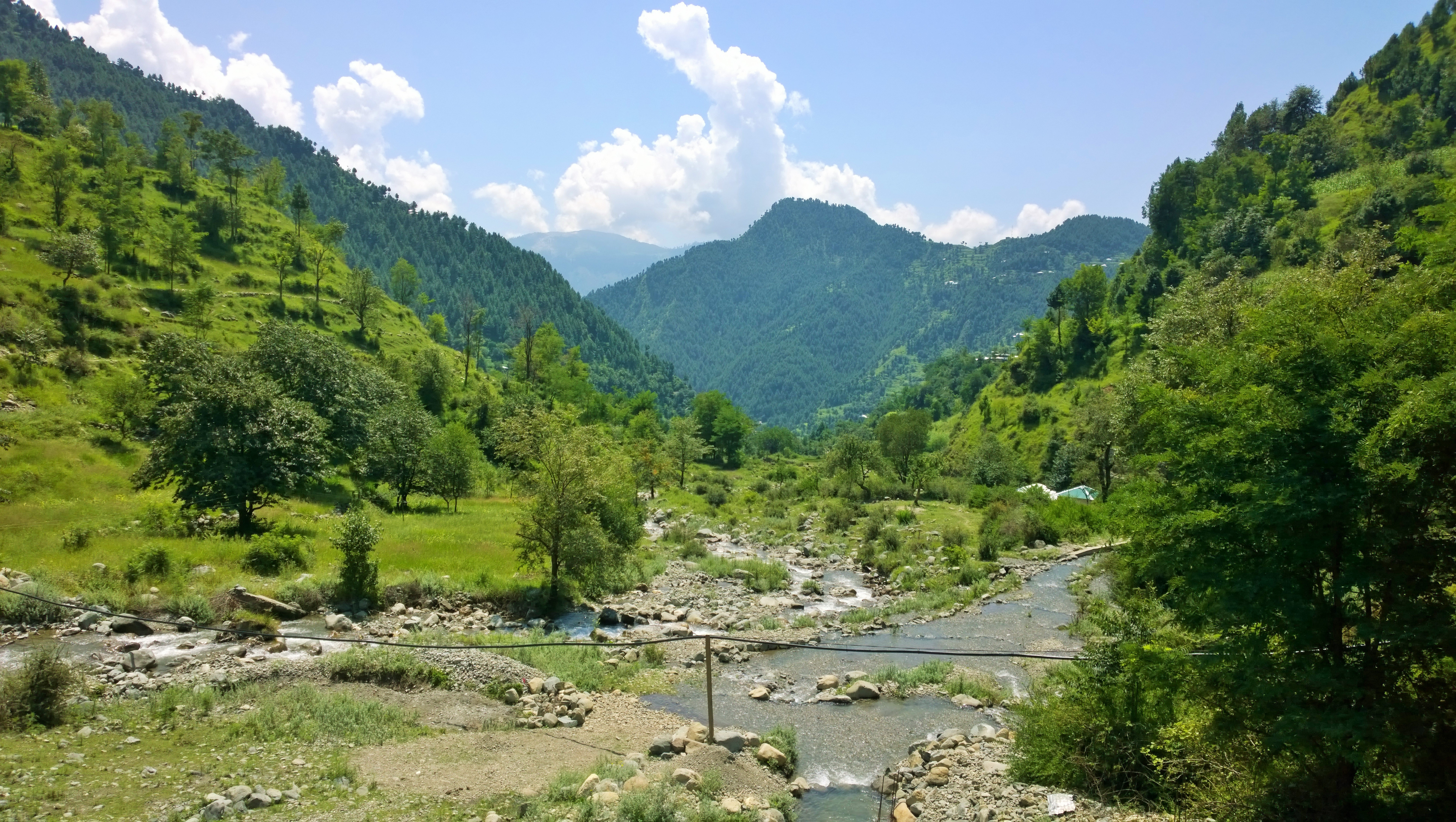
Vallée dans le tehsil d'Allai.

La région de Battagram a été sous la domination de diverses puissances au cours de l'histoire, notamment le Sultanat de Delhi puis l'Empire moghol. Elle a ensuite été prise par l'Empire sikh en 1818, puis en 1848, elle est conquise par le Raj britannique.
En 1947, Battagram est intégré au Pakistan à la suite de la partition des Indes, bien que la zone ait longtemps soutenu le mouvement Khudai Khidmatgar qui s'était opposé au mouvement pour le Pakistan. Des minorités hindoues et sikhes quittent alors la région pour rejoindre l'Inde, tandis que des migrants musulmans venus d'Inde s'y installent. Seuls quelque 100 hindous sont encore présents dans le district.
Le district de Battagram est officiellement créé le 1er juillet 1993 alors qu'il n'était auparavant qu'un tehsil du district de Mansehra. Le district a été fortement touché par le séisme de 2005 au Cachemire, avec 3 564 morts et de gros dégâts sur les infrastructures.

## Géographie
Le district de Battagram est une région montagneuse située aux pieds de l'Himalaya et du Cachemire. Il est principalement constitué de reliefs et de vallées, parfois irriguées de rivières. Son climat est à la confluence entre climat de moussons et climat montagnard. Les monts dépassent parfois les 4 000 mètres et sont souvent recouverts de forêts. On trouve aussi quelques plaines fertiles.

## Démographie

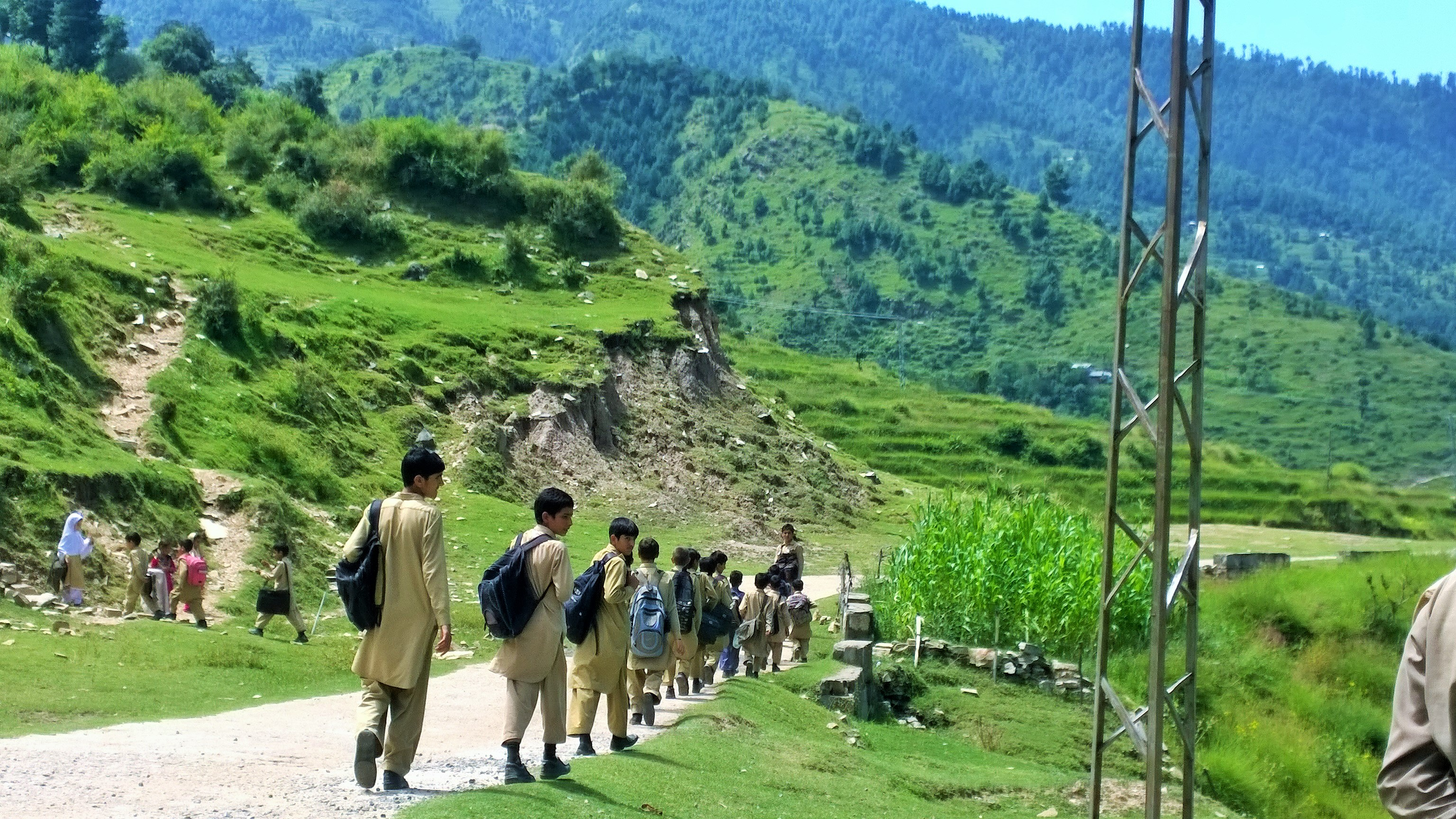
Écoliers dans le tehsil d'Allai.

Lors du recensement de 1998, la population du district a été évaluée à 307 278 personnes, uniquement des ruraux. Le taux d'alphabétisation était de 18 % environ, soit bien moins que la moyenne nationale de 44 % et que la moyenne provinciale de 35 %. Il se situait à 29 % pour les hommes et 7 % pour les femmes, soit un différentiel de 22 points, tout de même inférieur aux moyennes provinciale et nationale de 32 et 23 points respectivement. 
Le recensement suivant mené en 2017 pointe une population de 476 612 habitants, soit une croissance annuelle de 2,3 %, inférieure aux moyennes provinciale et nationale de 2,9 % et 2,4 % respectivement. Le taux d’alphabétisation progresse à 36 %, dont 54 % pour les hommes et 19 % pour les femmes.
D'après le recensement de 2023, la population atteint 554 133 habitants. L'alphabétisation progresse un peu, à 39 %, bien moins que la moyenne provinciale de 51 %, dont 55 % pour les hommes et 23 % pour les femmes.
La population du district est très majoritairement d'ethnie pachtoune et la langue pachto est parlée par 82 % des habitants en 2023. On trouve également des minorités parlant hindko, soit 4 % de la population. 
La population du district est très largement musulmane à plus de 99 % de la population en 2023. Les minorités religieuses sont très faiblement représentées : presque un millier de chrétiens et 69 hindous. Avant 1947, les sikhs et les hindous étaient nombreux dans le territoire qui forme l'actuel district. En 1947, grâce à l'action du mouvement Khudai Khidmatgar, qui était opposé à la partition des Indes et à la création du Pakistan, les violences furent moins importantes dans le district qu'ailleurs au Pakistan, mais plus de 90 % des hindous et des sikhs du territoire partirent s'exiler en Inde.

## Administration

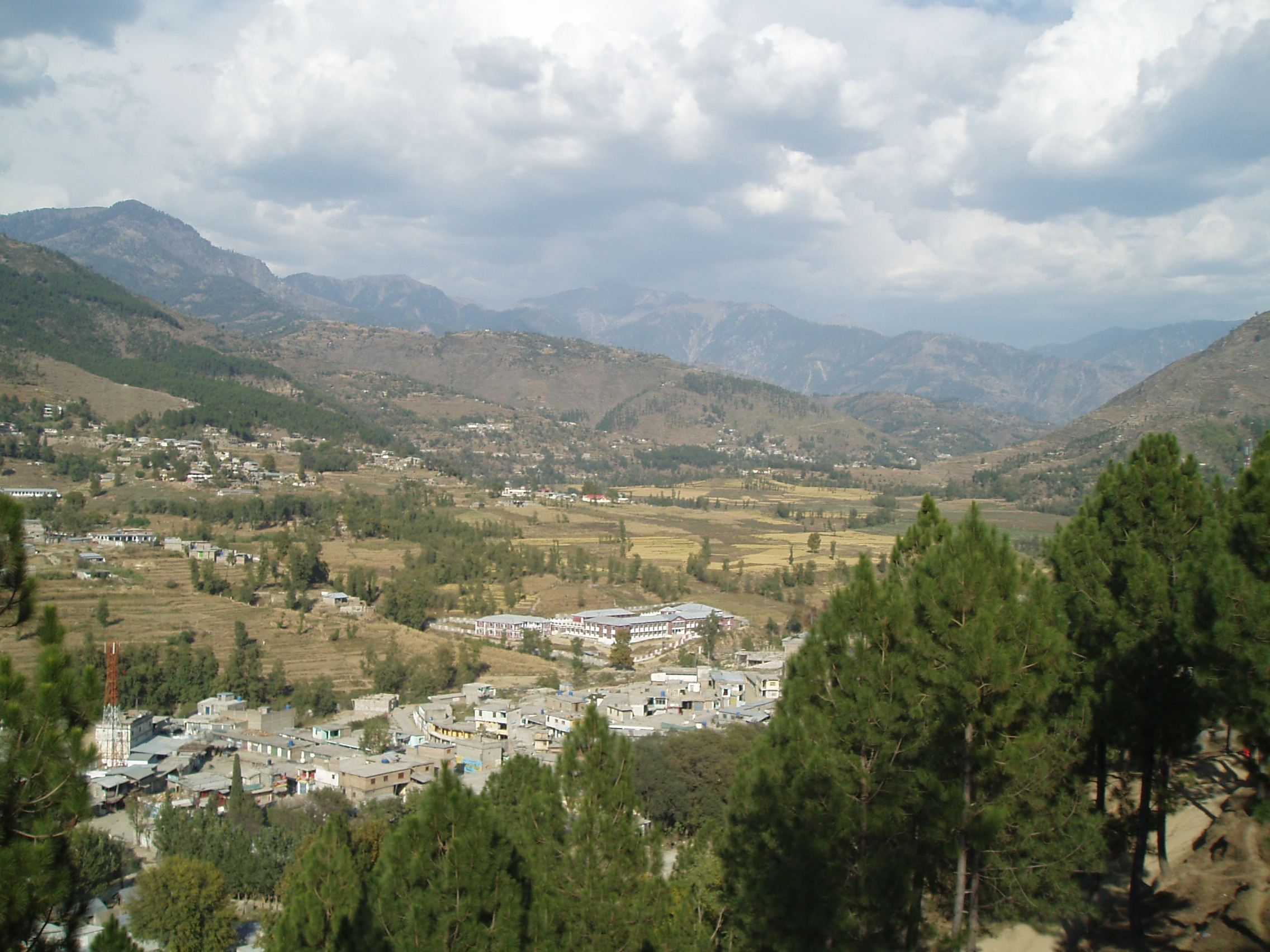
Vue de Battagram, capitale du district.

Le district est divisé en deux tehsils, Allai et Battagram, ainsi que 20 Union Councils. Exclusivement rural, le district ne contient aucune localité considérée comme urbaine par les autorités de recensement. Le quartier-général du district Battagram est une petite ville peu peuplée. 
| Tehsil   | Union Councils | Population (rec. 2023) |
| -------- | -------------- | ---------------------- |
| Allai    | 8              | 218 149                |
| Batagram | 12             | 335 984                |

## Économie et transport
La population quasi-exclusivement rurale et pauvre du district vit logiquement principalement de l'agriculture et de d'élevage. Le maïs représente de loin la première culture, suivi surtout par le blé et dans des proportions bien plus faibles par le riz. L'élevage est en revanche très fourni, avec près d'un million de bêtes, surtout des volailles, chevaux, bovins et moutons. Les habitants vivent aussi de petits commerces, d'hôtels et des transports. 
Le district et la ville de Battagram sont desservis par la route du Karakorum (route nationale no 35), mais ne compte aucune ligne de chemins de fer. 

## Politique
De 2002 à 2018, le district est représenté par les deux circonscriptions no 59 et 60 à l'Assemblée provinciale de Khyber Pakhtunkhwa. Lors des élections législatives de 2008, elles ont été respectivement remportées par un candidat indépendant et un de la Jamiat Ulema-e-Islam (F), et durant les élections législatives de 2013, par un candidat de la Ligue musulmane du Pakistan (N) et le même candidat de la Jamiat Ulema-e-Islam (F).
Avec le redécoupage électoral de 2018, Battagram est représenté par la circonscription no 12 à l'Assemblée nationale et par les deux circonscriptions no 28 et 29 à l'Assemblée provinciale. Lors des élections de 2018, les circonscriptions sont remportées toutes par des candidats du Mouvement du Pakistan pour la justice. 
| Parti                                       | Voix (national) | %       | Élus nationaux | Élus provinciaux |
| ------------------------------------------- | --------------- | ------- | -------------- | ---------------- |
| Mouvement du Pakistan pour la justice       | 35 120          | 39,02 % | 1              | 2                |
| Muttahida Majlis-e-Amal                     | 24 307          | 27,01 % | 0              | 0                |
| Parti du peuple pakistanais                 | 12 505          | 13,90 % | 0              | 0                |
| Autres partis                               | 2 507           | 2,79 %  | 0              | 0                |
| Indépendants                                | 15 557          | 17,29 % | 0              | 0                |
| Total exprimés (participation : 35,5 %)     | 89 996          | 100 %   | 1              | 2                |
| Source : Commission électorale du Pakistan. |                 |         |                |                  |